# Невлє
Невлє (словен. Nevlje) — поселення в общині Камник, Осреднєсловенський регіон, Словенія. Висота над рівнем моря: 388,8 м.